# Lucas Van Looy
Lucas Van Looy SDB (ur. 28 września 1941 w Tielen) – belgijski biskup rzymskokatolicki, biskup diecezjalny Gandawy w latach 2004–2019.

## Życiorys
Święcenia kapłańskie otrzymał 12 września 1970 w zgromadzeniu księży salezjanów. W latach 1972–1984 pracował jako misjonarz w Korei, gdzie pełnił funkcje m.in. kapelana studentów i prowincjała. Od 1984 był członkiem rady generalnej zakonu, zaś w latach 1990–1996 był odpowiedzialny za salezjańskie duszpasterstwo młodzieży. W 1996 został wikariuszem generalnym zgromadzenia.
19 grudnia 2003 papież Jan Paweł II mianował go biskupem diecezjalnym Gandawy. Sakry biskupiej udzielił mu kard. Godfried Danneels.
27 listopada 2019 przeszedł na emeryturę. 29 maja 2022 podczas modlitwy Regina Coeli papież Franciszek ogłosił jego nominację kardynalską. 16 czerwca 2022, za pośrednictwem Belgijskiej Konferencji Biskupów ogłosił, że rezygnuje z przyjęcia tytułu kardynalskiego. 